# Ihor Bjelanov
Ihor Ivanovytj Bjelanov (ukrainsk: Бєланов Ігор Іванович , russisk: Игорь Иванович Беланов tr. Igor Ivanovitj Belanov ; født 25. september 1960 i Odessa i Ukraine, daværende Sovjetunionen) er en tidligere sovjetisk og ukrainsk fodboldspiller, mest kendt for sin tid hos Dynamo Kijev og Borussia Mönchengladbach. Han blev kåret til Årets Fodboldspiller i Europa i 1986.
Bjelanov spillede for SKA Odessa (1979–80), Tjornomorets Odessa (1981–84) og Dynamo Kijev (1985–89), hvor han var med til at vinde UEFA Pokalvindernes Turnering i 1986. I 1989 fik Belanov klarsignal til at spille i udlandet, og flyttede til Vesttyskland hvor han fik kontrakt med Borussia Mönchengladbach. Han debuterede i Bundesligaen den 4. november 1989.
Efter bare 24 kampe og fire mål for klubben, flyttede han til 2. Bundesliga-holdet Eintracht Braunschweig hvor han debuterede 27. april 1991 og han scorede 13 mål i 38 kampe. I 1995 flyttede han tilbage til Ukraine og til sin tidligere klub Tjornomorets Odessa hvor han spillede sæsonen 1995-96, og afsluttede karrieren hos Metalurh Mariupol i sæsonen 1996-97.
Bjelanov spillede 33 landskampe for Sovjetunionen og scorede otte mål. Han huskes bedst for det legendariske mål, han scorede mod Belgien ved VM i 1986. Efter spillerkarrieren har han prøvet sig med varierende held som træner/klubejer i Schweiz, og ejer i dag Ihor Bjelanovs fodboldskole i Odessa.